# 奈川村
奈川村（ながわむら）はかつて長野県の中西部に存在した村である。
はじめは西筑摩郡（現在の木曽郡）、のちに南安曇郡に属した。2005年4月1日に松本市に編入された。なお、旧村域には市町村の合併の特例に関する法律（合併特例法）に基づく地域自治区が2015年3月31日を期限として設置された。

## 地理
岐阜県高山市、木曽への道と安曇への道を結ぶ掛け橋の位置にあり、重要な役目を果たしていた。

### 隣接していた自治体
- 長野県
  - 南安曇郡 安曇村
  - 木曽郡 開田村、木祖村
  - 東筑摩郡 波田町、朝日村
- 岐阜県
  - 高山市

## 行政
- 廃止時の村長：忠地義光（2004年11月4日就任）

## 歴史
- 江戸時代、尾張藩領であり、木曾代官の支配下にあった。
- 1889年（明治22年）4月1日 - 町村制の施行により、西筑摩郡奈川村の区域をもって、西筑摩郡奈川村が発足した。
- 1948年（昭和23年）6月1日 - 所属郡が南安曇郡に変更となった。
- 1983年（昭和58年）9月 - 台風10号による集中豪雨で大きな被害を受けた[1]。
- 2005年（平成17年）4月1日 - 松本市に編入された。

## 寺院
- 林照寺

## 名所・旧跡
- 野麦峠
- 奈川渡ダム

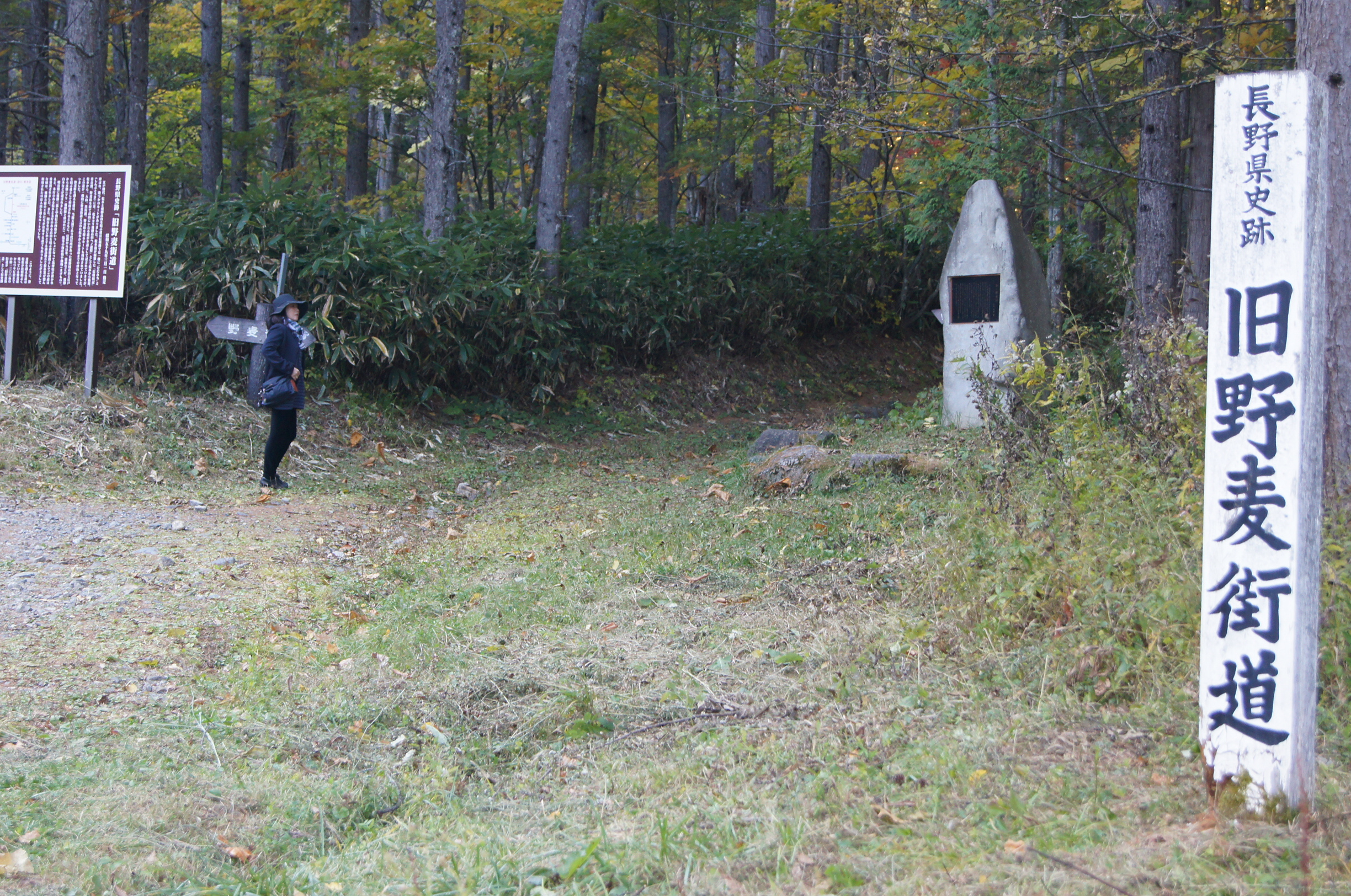
旧野麦街道
- 林照寺庭園
- 天狗の滝

- 旧野麦街道

## 交通

### 鉄道
村内を鉄道路線は通っていない。鉄道を利用する場合の最寄り駅は、アルピコ交通上高地線（通称・松本電鉄）新島々駅。木祖村にあるJR東海中央西線の藪原駅も近いが路線バスはない。

### バス
- 奈川村営バス
  - 松本電鉄バス奈川線の廃止に伴い、自治体バスとして運行を引き継いだ。松本市への合併に伴い、松本市営バス奈川線に移管して運行が続けられている。

### 高速道路
村内に高速道路はなかったが、最寄りは松本市にある松本インターチェンジ（長野自動車道）である。
また村内に中部縦貫自動車道が計画されている。

## その他
- 奈川村では近世まで、土葬が主流だった。現在、旧村の西部に土葬の墓がいくつか残っている。